# Skans (sjöfart)
En skans på ett fartyg är en överbyggnad i akterskeppet eller förskeppet eller en förläggning för manskapet.